# لچن
لچن (به اسپانیایی: Lechón) یک دهستان در اسپانیا است که در استان ساراگوسا واقع شده‌است. لچن ۱۷٫۴۶ کیلومتر مربع مساحت و ۵۷ نفر جمعیت دارد و ۹۸۵ متر بالاتر از سطح دریا واقع شده‌است.